# Котомцева, Маргарита Геннадьевна
Маргарита Геннадьевна Котомцева (1 января, 1949, дер. Мырмыг Богородского района, Кировская область) — советская и российская поэтесса, поэт-песенник, бард, композитор. Член Союза писателей России (1991). Почётный гражданин Богородского района.

## Биография
Маргарита Геннадьевна Котомцева родилась в 1949 году в дер. Мырмыг Богородского района Кировской области, в семье крестьян Котомцевых: Геннадия Николаевича и Елизаветы Дмитриевны. После окончания Ошланской школы работала пионервожатой, учителем музыки. Окончила курсы баянистов, заочный университет искусств в Москве (факультет живописи и графики).  Работала учителем музыки и изобразительного искусства в Таранковской школе Богородского района.
Первые публикации стихов были в районных и областных газетах: «Комсомольское племя», «Кировская правда». С 1979 года публиковалась в центральной печати; в журналах «Смена», «Волга», «Уральский следопыт», «Наш современник», «Нижний Новгород» и др.; в сборниках «Встречи» (Горький, Киров) и «Весенние голоса» (Москва); в альманахе «Поэзия». 
В 1982 году на областном семинаре стихи Котомцевой получили высокую оценку писателей Кировской области, наряду с другими молодыми поэтами Е. Жуйковым, С. Сырневой, А. Вепрёвым, Е. Наумовой. Рукопись первой книги Маргариты Котомцевой была рекомендована к изданию в «Волго-Вятском книжном издательстве», книга «Черёмуховый ветер» вышла в 1985 году. 
Первый сборник поэтессы «Черёмуховый ветер» был признан лучшей книгой молодого автора за 1985 год: отмечен 3-й премией Всесоюзного литературного конкурса имени А. М. Горького за лучшую первую книгу. Далее последовали «Срубы» — вторая книга стихов (1990), «Березовый камертон», «Вятская песня» (1998). Поэт-фронтовик О. М. Любовиков написал вступительную статью «От всего сердца» к книге М. Г. Котомцевой «Берёзовый камертон».
На 1-м Всероссийском слёте сельских женщин, в февраль 1998 года, деятельность Маргариты Геннадьевны была отмечена медалью «За сохранение и развитие села».
В 2001 году увидел свет поэтический сборник «Полынь на колокольне». В 2005 году вышел сборник «Нагая веточка», Маргарита Геннадьевна составила его из стихов разных лет и посвятила 60-летию Победы в Великой Отечественной войне.

Живёт Маргарита Геннадьевна на крохотную пенсию, а школу, в которой она работала преподавателем музыки, закрыли, и дополнительной работы нет… И не то что бы про Маргариту Геннадьевну совсем уж забыли: нет, не совсем. «На семидесятилетие ей подарили стиральную машину, которая была призвана облегчить жизнь пенсионерки». Вот только проку от этой чудо-техники, увы, оказалось немного, поскольку она «не может стирать без воды», а как раз с водой-то в доме «богородской жемчужины» и проблема. Всю зиму её не было вообще… При всём при том «счёт для оплаты за воду», которой нет, пенсионерке выставили «очень приличный».

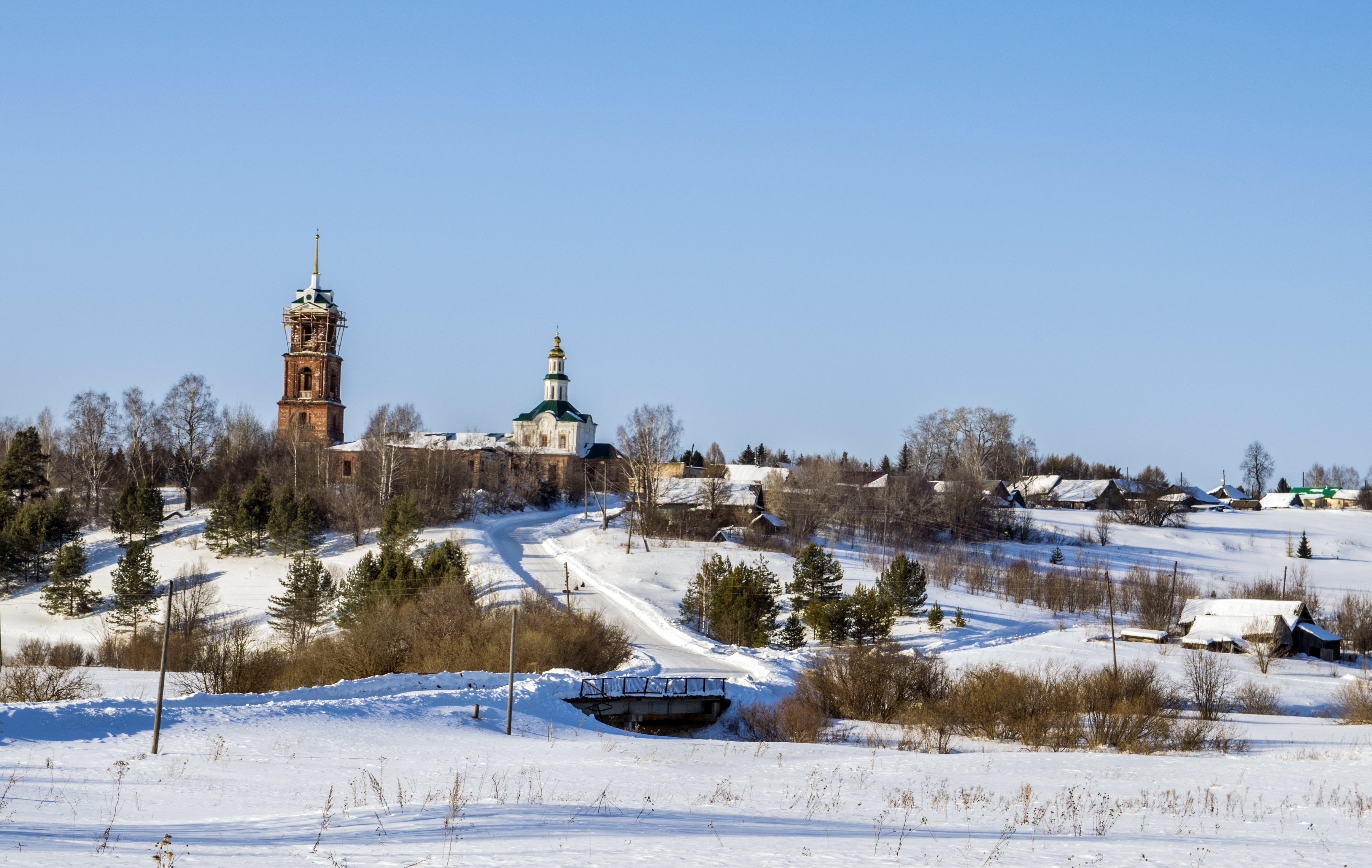
_{Окрестности Богородского района, малой родины Маргариты Котомцевой}

На бедной Родине моей

«Звезды» штампуют.

А среди брошенных полей

Ветра лютуют.

Мой голос — мал, мой голос — слаб,

Я не мессия.

…Бредёт с ухаба на ухаб

Моя Россия.

## Премии и награды
- Лауреат премии Всесоюзного литературного конкурса имени А. М. Горького за лучшую первую книгу (1985);
- Лауреат областной премии им. А. Грина (до 1995)[6];
- Лауреат премии имени поэта-фронтовика О. Любовикова — за книгу стихов «Вятская песня» (1999)[7];
- Лауреат литературной премии Правительства Кировской области имени русского поэта Николая Заболоцкого (2005)[8];
- Медаль «За сохранение и развитие села» (1998);
- Почётная грамота Министерства образования России (2003);
- Знак «Отличник народного просвещения»;
- Решением районной Думы М. Г. Котомцева занесена в Книгу Почёта Богородского района за долголетний и добросовестный труд (2001).